# Neidenstein
Neidenstein è un comune tedesco di 1 824 abitanti, situato nel land del Baden-Württemberg.